# عقرب‌ماهیان خروسکی
عقرب‌ماهیان خروسکی (نام علمی: Neosebastidae) نام یک تیره از راسته عقرب‌ماهی‌سانان است.